# Ebi Ere
Ebikekeme Hasain Fere Ere, detto Ebi (Tulsa, 3 agosto 1981), è un ex cestista nigeriano.
È alto 1,95 m e giocava nel ruolo di guardia-ala piccola.

## Carriera
Ha giocato in Italia nel Campionato di Serie A con la Juvecaserta Basket. Dall'agosto 2011 al luglio 2012 ha militato nella Liga ACB con l'Obradoiro CAB. Dal 2012 al 2014 ha giocato nella Pallacanestro Varese.
Con la Nigeria ha disputato i Campionati mondiali del 2006, i Campionati africani del 2009 e i Giochi olimpici di Rio de Janeiro 2016.

## Palmarès
- Campionato australiano: 2

Sydney Kings: 2003-2004
Brisbane Bullets: 2006-2007